# Lista de bens tombados pelo IPHAE
Esta é uma lista de bens tombados pelo Instituto do Patrimônio Histórico e Artístico do Estado do Rio Grande do Sul (IPHAE).

## Alegrete
| Imagem | Bem                                                     | Tipologia                  | Referência |
| ------ | ------------------------------------------------------- | -------------------------- | ---------- |
|        | Antiga Casa do Marechal Bento Manuel Ribeiro de Almeida | património histórico       |            |
|        | Antigas Residências em Alegrete                         | património histórico       |            |
|        | Maara - Museu de Arqueologia e Artes                    | museu património histórico |            |
|        | Museu Oswaldo Aranha                                    | museu património histórico |            |

## Arroio dos Ratos
| Imagem | Bem                                           | Tipologia                  | Referência |
| ------ | --------------------------------------------- | -------------------------- | ---------- |
|        | Museu do Carvão                               | museu património histórico |            |
|        | Restante da Área Que Pertenceu À Antiga Usina | património histórico       |            |

## Bagé
| Imagem | Bem                           | Tipologia                                | Referência |
| ------ | ----------------------------- | ---------------------------------------- | ---------- |
|        | Antiga Estação Férrea de Bagé | património histórico estação ferroviária |            |
|        | Centro Histórico de Bagé      | património histórico centro histórico    |            |
|        | Hidráulica de Bagé            | património histórico                     |            |
|        | Palacete Pedro Osório         | património histórico mansão              |            |

## Barracão
| Imagem | Bem                             | Tipologia       | Referência |
| ------ | ------------------------------- | --------------- | ---------- |
|        | Parque Estadual de Espigão Alto | parque estadual |            |

## Cachoeira do Sul
| Imagem | Bem                       | Tipologia                    | Referência |
| ------ | ------------------------- | ---------------------------- | ---------- |
|        | Banco Pelotense           | edifício                     |            |
|        | Château d'Eau             | castelo património histórico |            |
|        | Fazenda da Atafona/Tafona | quinta património histórico  |            |
|        | Ponte do Botucaraí        | ponte património histórico   |            |

## Camaquã
| Imagem | Bem              | Tipologia                  | Referência |
| ------ | ---------------- | -------------------------- | ---------- |
|        | Forte Zeca Netto | forte património histórico |            |

## Candelária
| Imagem | Bem              | Tipologia                  | Referência |
| ------ | ---------------- | -------------------------- | ---------- |
|        | Ponte do Império | ponte património histórico |            |

## Candiota
| Imagem | Bem                 | Tipologia            | Referência |
| ------ | ------------------- | -------------------- | ---------- |
|        | Usina de Candiota I | património histórico |            |

## Caxias do Sul
| Imagem | Bem                                            | Tipologia                                                 | Referência |
| ------ | ---------------------------------------------- | --------------------------------------------------------- | ---------- |
|        | Arquivo Histórico Municipal João Spadari Adami | biblioteca arquivo municipal arquivo património histórico |            |
|        | Sítio Ferroviário de Caxias do Sul             | estação ferroviária património histórico                  |            |

## Caçapava do Sul
| Imagem | Bem                                        | Tipologia                     | Referência |
| ------ | ------------------------------------------ | ----------------------------- | ---------- |
|        | Casa de Antônio Augusto Borges de Medeiros | património histórico casa     |            |
|        | Casa de Ulhôa Cintra                       | património histórico casa     |            |
|        | Forum                                      | tribunal património histórico |            |
|        | Igreja Matriz Nossa Senhora da Assunção    | igreja património histórico   |            |

## Cerrito
| Imagem | Bem                   | Tipologia            | Referência |
| ------ | --------------------- | -------------------- | ---------- |
|        | Prédio de Vila Freire | património histórico |            |

## Cruz Alta
| Imagem | Bem                                                | Tipologia                             | Referência |
| ------ | -------------------------------------------------- | ------------------------------------- | ---------- |
|        | Casa e Museu Erico Verissimo                       | museu património histórico            |            |
|        | edifício sede de prefeitura municipal de Cruz Alta | património histórico câmara municipal |            |

## Derrubadas
| Imagem | Bem                      | Tipologia       | Referência |
| ------ | ------------------------ | --------------- | ---------- |
|        | Parque Estadual do Turvo | parque estadual |            |

## Dois Irmãos
| Imagem | Bem                                                 | Tipologia                   | Referência |
| ------ | --------------------------------------------------- | --------------------------- | ---------- |
|        | Igreja Matriz de São Miguel                         | igreja património histórico |            |
|        | Ponte da Cascata São Miguel Sobre o Arroio Feitoria | ponte património histórico  |            |
|        | Ponte de Pedra Sobre o Arroio Feitoria              | ponte património histórico  |            |

## Dom Pedrito
| Imagem | Bem                  | Tipologia                             | Referência |
| ------ | -------------------- | ------------------------------------- | ---------- |
|        | Caixa d'Água         | património histórico castelo d'água   |            |
|        | Prefeitura Municipal | património histórico câmara municipal |            |

## Erechim
| Imagem | Bem        | Tipologia                     | Referência |
| ------ | ---------- | ----------------------------- | ---------- |
|        | Castelinho | edifício património histórico |            |

## Esteio
| Imagem | Bem                         | Tipologia            | Referência |
| ------ | --------------------------- | -------------------- | ---------- |
|        | Antigo Seminário Claretiano | património histórico |            |

## Farroupilha
| Imagem | Bem           | Tipologia | Referência |
| ------ | ------------- | --------- | ---------- |
|        | Casa de Pedra | casa      |            |

## Flores da Cunha
| Imagem | Bem                  | Tipologia            | Referência |
| ------ | -------------------- | -------------------- | ---------- |
|        | Casarão dos Veronese | património histórico |            |

## Guaíba
| Imagem | Bem                         | Tipologia                      | Referência |
| ------ | --------------------------- | ------------------------------ | ---------- |
|        | Estância das Pedras Brancas | estância património histórico  |            |
|        | Matadouro São Geraldo       | património histórico matadouro |            |

## Itaara
| Imagem | Bem                               | Tipologia            | Referência |
| ------ | --------------------------------- | -------------------- | ---------- |
|        | Cemitério Israelita de Philippson | património histórico |            |

## Itaqui
| Imagem | Bem                       | Tipologia                        | Referência |
| ------ | ------------------------- | -------------------------------- | ---------- |
|        | Fazenda do Itu            | quinta património histórico      |            |
|        | Mercado Público de Itaqui | património histórico feira livre |            |
|        | Teatro Prezewodowski      | teatro património histórico      |            |

## Ivorá
| Imagem | Bem                        | Tipologia                 | Referência |
| ------ | -------------------------- | ------------------------- | ---------- |
|        | Casa de Alberto Pasqualini | património histórico casa |            |

## Ivoti
| Imagem | Bem                              | Tipologia                   | Referência |
| ------ | -------------------------------- | --------------------------- | ---------- |
|        | Igreja São Pedro - Antiga Matriz | igreja património histórico |            |
|        | Salão Holler                     | património histórico        |            |

## Jaguari
| Imagem | Bem                               | Tipologia                   | Referência |
| ------ | --------------------------------- | --------------------------- | ---------- |
|        | Capela Nossa Senhora Monte Bérico | capela património histórico |            |

## Jaguarão
| Imagem | Bem                         | Tipologia                     | Referência |
| ------ | --------------------------- | ----------------------------- | ---------- |
|        | Antiga Enfermaria Militar   | património histórico          |            |
|        | Clube 24 de Agosto          | património histórico          |            |
|        | Fórum                       | tribunal património histórico |            |
|        | Mercado Público de Jaguarão | feira livre                   |            |
|        | Teatro Politeama Esperança  | teatro património histórico   |            |

## Lajeado
| Imagem | Bem                  | Tipologia                             | Referência |
| ------ | -------------------- | ------------------------------------- | ---------- |
|        | Prefeitura Municipal | património histórico câmara municipal |            |

## Mata
| Imagem | Bem                          | Tipologia                         | Referência |
| ------ | ---------------------------- | --------------------------------- | ---------- |
|        | Jardim Paleobotânico de Mata | museu património histórico jardim |            |

## Montenegro
| Imagem | Bem                                    | Tipologia                                | Referência |
| ------ | -------------------------------------- | ---------------------------------------- | ---------- |
|        | Conjunto da Antiga Estação Ferroviária | património histórico estação ferroviária |            |

## Nonoai
| Imagem | Bem                                 | Tipologia       | Referência |
| ------ | ----------------------------------- | --------------- | ---------- |
|        | Parque Florestal Estadual de Nonoai | parque estadual |            |

## Nova Prata
| Imagem | Bem           | Tipologia                       | Referência |
| ------ | ------------- | ------------------------------- | ---------- |
|        | Casarão Verde | património histórico casa museu |            |

## Palmares do Sul
| Imagem | Bem            | Tipologia | Referência |
| ------ | -------------- | --------- | ---------- |
|        | Ponte de Pedra | ponte     |            |

## Pareci Novo
| Imagem | Bem                | Tipologia            | Referência |
| ------ | ------------------ | -------------------- | ---------- |
|        | Seminário São José | património histórico |            |

## Pedras Altas
| Imagem | Bem                                    | Tipologia                    | Referência |
| ------ | -------------------------------------- | ---------------------------- | ---------- |
|        | Bens Móveis do Castelo de Pedras Altas | património histórico         |            |
|        | Castelo de Pedras Altas                | castelo património histórico |            |

## Pelotas
| Imagem | Bem                                                          | Tipologia                    | Referência |
| ------ | ------------------------------------------------------------ | ---------------------------- | ---------- |
|        | Antiga Escola de Agronomia Eliseu Maciel                     | património histórico         |            |
|        | Antiga Residência do Senador Augusto Assumpção               | património histórico         |            |
|        | Banco Pelotense                                              | edifício                     |            |
|        | Casa João Simões Lopes Neto - Instituto J. Simões Lopes Neto | património histórico         |            |
|        | Casa da Banha                                                | património histórico         |            |
|        | Castelo Simões Lopes                                         | património histórico castelo |            |
|        | Catedral São Francisco de Paula                              | catedral católica            |            |
|        | Clube Cultural Fica Ahi Pra Ir Dizendo                       | património histórico         |            |
|        | Igreja Matriz Sagrado Coração de Jesus                       | igreja património cultural   |            |
|        | Palacete Payssandu - Casa do Escritor João Simões Lopes Neto | palácio património histórico |            |

## Pinheirinho do Vale
| Imagem | Bem                                                         | Tipologia                  | Referência |
| ------ | ----------------------------------------------------------- | -------------------------- | ---------- |
|        | Sítio de Batalha da Coluna Prestes e Túmulo do Ten. Portela | sítio património histórico |            |

## Piratini
| Imagem | Bem                                     | Tipologia                   | Referência |
| ------ | --------------------------------------- | --------------------------- | ---------- |
|        | Antiga Cadeia                           | património histórico        |            |
|        | Antiga Casa Fabião                      | património histórico        |            |
|        | Antiga Casa de Fazenda                  | património histórico        |            |
|        | Antiga Farmácia Caridade                | património histórico        |            |
|        | Antiga Moradia de Egydio Rosa           | património histórico        |            |
|        | Antigo Teatro Municipal (Sete de Abril) | teatro património histórico |            |
|        | Casa Comercial dos Fabião               | património histórico        |            |
|        | Casa de Camarinha                       | património histórico        |            |
|        | Casa de Gomes de Freitas                | património histórico        |            |
|        | Casa de Vicente Lucas de Oliveira       | património histórico        |            |
|        | Casa do Comendador Fabião               | património histórico        |            |
|        | Casa no Logradouro Reinaldo Wist, Nº 15 | património histórico        |            |
|        | Ponte do Império                        | ponte património histórico  |            |
|        | Prédio da Rua Bento Gonçalves           | património histórico        |            |
|        | Sobrado da Dorada                       | património histórico        |            |

## Porto Alegre
| Imagem | Bem                                                              | Tipologia                                           | Referência |
| ------ | ---------------------------------------------------------------- | --------------------------------------------------- | ---------- |
|        | Arquivo Público do Estado do Rio Grande do Sul                   | biblioteca arquivo património histórico             |            |
|        | Bens Móveis e Integados e o Acervo de Obras (Biblioteca Pública) | património histórico acervo                         |            |
|        | Biblioteca Pública do Estado                                     | biblioteca pública biblioteca património histórico  |            |
|        | Capela Bom Pastor (Presídio Feminino Madre Pelletier)            | capela património histórico                         |            |
|        | Casa da Junta                                                    | palácio património histórico                        |            |
|        | Casa de Cultura Mario Quintana                                   | hotel centro de artes património histórico          |            |
|        | Cinemateca Capitólio                                             | sala de cinema teatro património histórico          |            |
|        | Conjunto Arquitetônico da Fase                                   | património histórico                                |            |
|        | Farol Santander                                                  | edifício centro cultural museu património histórico |            |
|        | Hospital Psiquiátrico São Pedro                                  | hospital património histórico                       |            |
|        | Ilha do Presídio                                                 | ilha património natural                             |            |
|        | Instituto de Educação Flores da Cunha                            | Instituição de ensino património histórico          |            |
|        | Museu Júlio de Castilhos                                         | museu património histórico                          |            |
|        | Museu da Brigada Militar                                         | museu                                               |            |
|        | Museu de Arte do Rio Grande do Sul Ado Malagoli                  | museu de arte património histórico                  |            |
|        | Museu de Comunicação Social Hipólito José da Costa               | museu património histórico                          |            |
|        | Palacinho                                                        | palácio património histórico                        |            |
|        | Palácio Piratini                                                 | palácio património histórico                        |            |
|        | Palácio do Ministério Público                                    | museu palácio património histórico                  |            |
|        | Praça da Alfândega                                               | praça                                               |            |
|        | Prédio Força e Luz                                               | edifício património histórico                       |            |
|        | Templo Positivista de Porto Alegre                               | igreja capela património histórico                  |            |
|        | Theatro São Pedro                                                | teatro património histórico                         |            |
|        | Três Telas a Óleo                                                | património histórico                                |            |
|        | Usina do Gasômetro                                               | património histórico                                |            |

## Rio Grande
| Imagem | Bem                                 | Tipologia                             | Referência |
| ------ | ----------------------------------- | ------------------------------------- | ---------- |
|        | Antigo Quartel General 6º G.A.C.    | património histórico                  |            |
|        | Banco Pelotense (Rio Grande)        | edifício                              |            |
|        | Casa de Azulejos                    | património histórico                  |            |
|        | Complexo Rheingantz                 | património histórico                  |            |
|        | Hotel Paris                         | património histórico hotel            |            |
|        | Prefeitura Municipal                | património histórico câmara municipal |            |
|        | Reservatório Metálico de Rio Grande | património histórico                  |            |

## Rio Grande do Sul
| Imagem | Bem                                           | Tipologia                | Referência |
| ------ | --------------------------------------------- | ------------------------ | ---------- |
|        | Mata Atlântica e Seus Ecossistemas Associados | bioma património natural |            |

## Rio Pardo
| Imagem | Bem                                    | Tipologia                     | Referência |
| ------ | -------------------------------------- | ----------------------------- | ---------- |
|        | Antiga Escola Militar                  | património histórico edifício |            |
|        | Igreja Matriz Nossa Senhora do Rosário | igreja património histórico   |            |
|        | Ponte do Couto                         | ponte património histórico    |            |

## Santa Cruz do Sul
| Imagem | Bem                                        | Tipologia                                | Referência |
| ------ | ------------------------------------------ | ---------------------------------------- | ---------- |
|        | Antiga Estação Férrea de Santa Cruz do Sul | património histórico estação ferroviária |            |
|        | Forum                                      | tribunal património histórico            |            |
|        | Prefeitura Municipal                       | património histórico câmara municipal    |            |
|        | Prédio do Antigo Banrisul                  | património histórico                     |            |

## Santa Maria
| Imagem | Bem                                                             | Tipologia                                | Referência |
| ------ | --------------------------------------------------------------- | ---------------------------------------- | ---------- |
|        | Antigos Depósitos da RFFSA                                      | edifício                                 |            |
|        | Casa Geminada da Vila Belga à Rua André Marques, nº 111         | casa                                     |            |
|        | Casa Geminada da Vila Belga à Rua André Marques, nº 119         | casa                                     |            |
|        | Casa Geminada da Vila Belga à Rua André Marques, nº 129         | casa                                     |            |
|        | Casa Geminada da Vila Belga à Rua André Marques, nº 137         | casa                                     |            |
|        | Casa Geminada da Vila Belga à Rua André Marques, nº 147         | casa                                     |            |
|        | Casa Geminada da Vila Belga à Rua André Marques, nº 15          | casa                                     |            |
|        | Casa Geminada da Vila Belga à Rua André Marques, nº 157         | casa                                     |            |
|        | Casa Geminada da Vila Belga à Rua André Marques, nº 31          | casa                                     |            |
|        | Casa Geminada da Vila Belga à Rua André Marques, nº 45          | casa                                     |            |
|        | Casa Geminada da Vila Belga à Rua André Marques, nº 61          | casa                                     |            |
|        | Casa Geminada da Vila Belga à Rua André Marques, nº 73          | casa                                     |            |
|        | Casa Geminada da Vila Belga à Rua André Marques, nº 89          | casa                                     |            |
|        | Casa Geminada da Vila Belga à Rua Coronel Ernesto Beck, nº 1990 | casa                                     |            |
|        | Casa Geminada da Vila Belga à Rua Coronel Ernesto Beck, nº 1992 | casa                                     |            |
|        | Casa Geminada da Vila Belga à Rua Coronel Ernesto Beck, nº 2008 | casa                                     |            |
|        | Casa Geminada da Vila Belga à Rua Coronel Ernesto Beck, nº 2010 | casa                                     |            |
|        | Casa Geminada da Vila Belga à Rua Coronel Ernesto Beck, nº 2024 | casa                                     |            |
|        | Casa Geminada da Vila Belga à Rua Coronel Ernesto Beck, nº 2026 | casa                                     |            |
|        | Casa Geminada da Vila Belga à Rua Coronel Ernesto Beck, nº 2042 | casa                                     |            |
|        | Casa Geminada da Vila Belga à Rua Coronel Ernesto Beck, nº 2045 | casa                                     |            |
|        | Casa Geminada da Vila Belga à Rua Coronel Ernesto Beck, nº 2046 | casa                                     |            |
|        | Casa Geminada da Vila Belga à Rua Coronel Ernesto Beck, nº 2055 | casa                                     |            |
|        | Casa Geminada da Vila Belga à Rua Coronel Ernesto Beck, nº 2059 | casa                                     |            |
|        | Casa Geminada da Vila Belga à Rua Coronel Ernesto Beck, nº 2060 | casa                                     |            |
|        | Casa Geminada da Vila Belga à Rua Coronel Ernesto Beck, nº 2062 | casa                                     |            |
|        | Casa Geminada da Vila Belga à Rua Coronel Ernesto Beck, nº 2071 | casa                                     |            |
|        | Casa Geminada da Vila Belga à Rua Coronel Ernesto Beck, nº 2075 | casa                                     |            |
|        | Casa Geminada da Vila Belga à Rua Coronel Ernesto Beck, nº 2076 | casa                                     |            |
|        | Casa Geminada da Vila Belga à Rua Coronel Ernesto Beck, nº 2078 | casa                                     |            |
|        | Casa Geminada da Vila Belga à Rua Coronel Ernesto Beck, nº 2085 | casa                                     |            |
|        | Casa Geminada da Vila Belga à Rua Coronel Ernesto Beck, nº 2102 | casa                                     |            |
|        | Casa Geminada da Vila Belga à Rua Coronel Ernesto Beck, nº 2103 | casa                                     |            |
|        | Casa Geminada da Vila Belga à Rua Coronel Ernesto Beck, nº 2112 | casa                                     |            |
|        | Casa Geminada da Vila Belga à Rua Coronel Ernesto Beck, nº 2113 | casa                                     |            |
|        | Casa Geminada da Vila Belga à Rua Coronel Ernesto Beck, nº 2116 | casa                                     |            |
|        | Casa Geminada da Vila Belga à Rua Coronel Ernesto Beck, nº 2117 | casa                                     |            |
|        | Casa Geminada da Vila Belga à Rua Coronel Ernesto Beck, nº 2126 | casa                                     |            |
|        | Casa Geminada da Vila Belga à Rua Coronel Ernesto Beck, nº 2127 | casa                                     |            |
|        | Casa Geminada da Vila Belga à Rua Coronel Ernesto Beck, nº 2130 | casa                                     |            |
|        | Casa Geminada da Vila Belga à Rua Coronel Ernesto Beck, nº 2140 | casa                                     |            |
|        | Casa Geminada da Vila Belga à Rua Coronel Ernesto Beck, nº 2141 | casa                                     |            |
|        | Casa Geminada da Vila Belga à Rua Coronel Ernesto Beck, nº 2145 | casa                                     |            |
|        | Casa Geminada da Vila Belga à Rua Coronel Ernesto Beck, nº 2155 | casa                                     |            |
|        | Casa Geminada da Vila Belga à Rua Coronel Ernesto Beck, nº 245  | casa                                     |            |
|        | Casa Geminada da Vila Belga à Rua Doutor Wauthier, nº 14        | casa                                     |            |
|        | Casa Geminada da Vila Belga à Rua Doutor Wauthier, nº 140       | casa                                     |            |
|        | Casa Geminada da Vila Belga à Rua Doutor Wauthier, nº 141       | casa                                     |            |
|        | Casa Geminada da Vila Belga à Rua Doutor Wauthier, nº 150       | casa                                     |            |
|        | Casa Geminada da Vila Belga à Rua Doutor Wauthier, nº 151       | casa                                     |            |
|        | Casa Geminada da Vila Belga à Rua Doutor Wauthier, nº 18        | casa                                     |            |
|        | Casa Geminada da Vila Belga à Rua Doutor Wauthier, nº 28        | casa                                     |            |
|        | Casa Geminada da Vila Belga à Rua Doutor Wauthier, nº 32        | casa                                     |            |
|        | Casa Geminada da Vila Belga à Rua Doutor Wauthier, nº 4         | casa                                     |            |
|        | Casa Geminada da Vila Belga à Rua Doutor Wauthier, nº 42        | casa                                     |            |
|        | Casa Geminada da Vila Belga à Rua Manoel Ribas, nº 1907         | casa                                     |            |
|        | Casa Geminada da Vila Belga à Rua Manoel Ribas, nº 1919         | casa                                     |            |
|        | Casa Geminada da Vila Belga à Rua Manoel Ribas, nº 1923         | casa                                     |            |
|        | Casa Geminada da Vila Belga à Rua Manoel Ribas, nº 1924         | casa                                     |            |
|        | Casa Geminada da Vila Belga à Rua Manoel Ribas, nº 1935         | casa                                     |            |
|        | Casa Geminada da Vila Belga à Rua Manoel Ribas, nº 1938         | casa                                     |            |
|        | Casa Geminada da Vila Belga à Rua Manoel Ribas, nº 1942         | casa                                     |            |
|        | Casa Geminada da Vila Belga à Rua Manoel Ribas, nº 1943         | casa                                     |            |
|        | Casa Geminada da Vila Belga à Rua Manoel Ribas, nº 1945         | casa                                     |            |
|        | Casa Geminada da Vila Belga à Rua Manoel Ribas, nº 1954         | casa                                     |            |
|        | Casa Geminada da Vila Belga à Rua Manoel Ribas, nº 1958         | casa                                     |            |
|        | Casa Geminada da Vila Belga à Rua Manoel Ribas, nº 1961         | casa                                     |            |
|        | Casa Geminada da Vila Belga à Rua Manoel Ribas, nº 1963         | casa                                     |            |
|        | Casa Geminada da Vila Belga à Rua Manoel Ribas, nº 1972         | casa                                     |            |
|        | Casa Geminada da Vila Belga à Rua Manoel Ribas, nº 1976         | casa                                     |            |
|        | Casa Geminada da Vila Belga à Rua Manoel Ribas, nº 1979         | casa                                     |            |
|        | Casa Geminada da Vila Belga à Rua Manoel Ribas, nº 1981         | casa                                     |            |
|        | Casa Geminada da Vila Belga à Rua Manoel Ribas, nº 1990         | casa                                     |            |
|        | Casa Geminada da Vila Belga à Rua Manoel Ribas, nº 1991         | casa                                     |            |
|        | Casa Geminada da Vila Belga à Rua Manoel Ribas, nº 1994         | casa                                     |            |
|        | Casa Geminada da Vila Belga à Rua Manoel Ribas, nº 2005         | casa                                     |            |
|        | Casa Geminada da Vila Belga à Rua Manoel Ribas, nº 2008         | casa                                     |            |
|        | Casa Geminada da Vila Belga à Rua Manoel Ribas, nº 2009         | casa                                     |            |
|        | Casa Geminada da Vila Belga à Rua Manoel Ribas, nº 2012         | casa                                     |            |
|        | Casa Geminada da Vila Belga à Rua Manoel Ribas, nº 2021         | casa                                     |            |
|        | Casa Geminada da Vila Belga à Rua Manoel Ribas, nº 2024         | casa                                     |            |
|        | Casa Geminada da Vila Belga à Rua Manoel Ribas, nº 2030         | casa                                     |            |
|        | Casa da Vila Belga à Rua André Marques, nº 167                  | casa                                     |            |
|        | Clube da Vila Belga                                             | clube                                    |            |
|        | Cooperativa dos Empregados da Viação Férrea                     | cooperativa                              |            |
|        | Depósito da RFFSA à Rua Manoel Ribas, nº 2036                   | edifício                                 |            |
|        | Fábrica de Sabão                                                | fábrica                                  |            |
|        | Gare da Viação Férrea                                           | património histórico                     |            |
|        | Instituto Estadual de Educação Olavo Bilac                      | património histórico                     |            |
|        | Sítio Ferroviário de Santa Maria                                | estação ferroviária património histórico |            |

## Santa Tereza
| Imagem | Bem                                 | Tipologia                                         | Referência |
| ------ | ----------------------------------- | ------------------------------------------------- | ---------- |
|        | Antiga Escola Estadual Santa Teresa | património histórico antiga instituição de ensino |            |

## Santa Vitória do Palmar
| Imagem | Bem                       | Tipologia                   | Referência |
| ------ | ------------------------- | --------------------------- | ---------- |
|        | Cine Teatro Independência | teatro património histórico |            |

## Santana do Livramento
| Imagem | Bem                                     | Tipologia | Referência |
| ------ | --------------------------------------- | --------- | ---------- |
|        | Banco Pelotense (Santana do Livramento) | edifício  |            |

## Santo Antônio da Patrulha
| Imagem | Bem                                      | Tipologia                       | Referência |
| ------ | ---------------------------------------- | ------------------------------- | ---------- |
|        | Biblioteca Pública Municipal Júlio Costa | biblioteca património histórico |            |
|        | Fonte Imperial                           | património histórico            |            |
|        | Museu Antropológico Caldas Júnior        | museu património histórico      |            |

## Santo Ângelo
| Imagem | Bem                     | Tipologia                                             | Referência |
| ------ | ----------------------- | ----------------------------------------------------- | ---------- |
|        | Capela Verzeri          | estrutura arquitetónica património histórico          |            |
|        | Memorial Coluna Prestes | antiga estação ferroviária museu património histórico |            |

## Sarandi
| Imagem | Bem                                | Tipologia       | Referência |
| ------ | ---------------------------------- | --------------- | ---------- |
|        | Parque Estadual do Papagaio-Charão | parque estadual |            |

## Serafina Corrêa
| Imagem | Bem                                                       | Tipologia            | Referência |
| ------ | --------------------------------------------------------- | -------------------- | ---------- |
|        | Antiga Cantina do Vinho - Sede da Soc. Estrela Guaporense | património histórico |            |

## São Borja
| Imagem | Bem                        | Tipologia                  | Referência |
| ------ | -------------------------- | -------------------------- | ---------- |
|        | Casa Memorial João Goulart | património histórico museu |            |
|        | Museu Getúlio Vargas       | museu património histórico |            |

## São Gabriel
| Imagem | Bem                                              | Tipologia                   | Referência |
| ------ | ------------------------------------------------ | --------------------------- | ---------- |
|        | Igreja Nossa Senhora do Bom Fim (Igreja do Galo) | igreja património histórico |            |

## São José do Norte
| Imagem | Bem                                   | Tipologia                             | Referência |
| ------ | ------------------------------------- | ------------------------------------- | ---------- |
|        | Centro Histórico de São José do Norte | património histórico centro histórico |            |
|        | Prefeitura Municipal                  | património histórico câmara municipal |            |

## São Leopoldo
| Imagem | Bem                                                         | Tipologia                  | Referência |
| ------ | ----------------------------------------------------------- | -------------------------- | ---------- |
|        | Antigo Seminário Evangélico (Castelinho)                    | património histórico       |            |
|        | Conjunto Arquitetônico do Centro Diretivo e Reitoria da Est | património histórico       |            |
|        | Ponte 25 de Julho                                           | ponte património histórico |            |
|        | Real Feitoria do Linho Cânhamo                              | museu património histórico |            |
|        | Sítio Histórico Museu do Trem                               | museu património histórico |            |

## São Nicolau
| Imagem | Bem           | Tipologia            | Referência |
| ------ | ------------- | -------------------- | ---------- |
|        | Casa Em Pedra | património histórico |            |
|        | Sobrado Silva | património histórico |            |

## Taquara
| Imagem | Bem                                          | Tipologia            | Referência |
| ------ | -------------------------------------------- | -------------------- | ---------- |
|        | Associação Comercial e Industrial de Taquara | património histórico |            |

## Taquari
| Imagem | Bem                                              | Tipologia            | Referência |
| ------ | ------------------------------------------------ | -------------------- | ---------- |
|        | Bens Móveis e Integrados do Jornal o Taquaryense | património histórico |            |

## Torres
| Imagem | Bem                    | Tipologia                   | Referência |
| ------ | ---------------------- | --------------------------- | ---------- |
|        | Igreja de São Domingos | igreja património histórico |            |

## Vacaria
| Imagem | Bem          | Tipologia | Referência |
| ------ | ------------ | --------- | ---------- |
|        | Casa do Povo | museu     |            |

## Venâncio Aires
| Imagem | Bem                               | Tipologia            | Referência |
| ------ | --------------------------------- | -------------------- | ---------- |
|        | Casa de Cultura de Venâncio Aires | património histórico |            |

## Veranópolis
| Imagem | Bem          | Tipologia            | Referência |
| ------ | ------------ | -------------------- | ---------- |
|        | Casa Saretta | património histórico |            |

## Viamão
| Imagem | Bem                                                    | Tipologia            | Referência |
| ------ | ------------------------------------------------------ | -------------------- | ---------- |
|        | Antiga Igreja Evangélica do Hospital Colônia de Itapuã | património histórico |            |